# 하기시
하기시(일본어: 萩市)는 일본 야마구치현 북부의 동해와 접한 시이다.

## 개요
에도 시대에 조슈번(長州藩, 현재의 야마구치현)의 본거지였던 곳이며 관련 유적지가 많은 것으로 유명하고 "작은 교토"로 불리는 도시 중 하나이다. 2005년 3월 6일에 옛 하기시와 아부군 가와카미촌, 다마가와정, 무쓰미촌, 스사정, 아사히촌, 후쿠에촌이 통합하면서 새로운 하기시가 되었다.
한쪽은 동해와 접하고 나머지 세 방면은 산으로 둘러싸인 도시이다. 그 위에 도로·철도·항만의 정비도 늦었기 때문에 산요 지방의 시정촌과 비교하면 발전이 늦었다. 산요 신칸센 개업 시에 관광객이 증가해 인구도 증가하였지만 이후 관광객의 감소와 함께 인구도 감소했다. 새로운 하기시 성립 후인 2005년 국세조사에서도 인구 감소가 현저하며 특히 합병 전 옛 정촌의 감소 경향이 눈에 띈다.
에도 막부 말기부터 전쟁 전까지는 정·재계의 거물을 여럿 배출하는 등 이전에는 중앙인 도쿄나 긴키 지방으로 가는 경향이 강했지만 최근에는 진학·취직 등도 규슈로 가는 경향이 강하다. 시바 료타로의 에도 막부 말기 소설인 《세상에 사는 나날》과 《화신》은 이 도시가 무대이다.
하기시는 일본 유수의 델타 지대에 있다. 옛 가와카미촌에서 시작해 흐르는 아부강은 가와시마 지구에서 두 줄기로 나뉘어 하시모토강과 마쓰모토강이 되고 동해로 흘러 들어간다.

## 지리
야마구치현 북부의 동해와 접하고 동쪽은 시마네현 경계에서 서쪽은 나가토시까지, 남쪽은 야마구치시, 미네시와 접한다. 부속 도서로 미시마섬(見島), 오시마섬(大島), 아이시마섬(相島), 히쓰시마섬(櫃島), 하지마섬(羽島), 히시마섬(肥島), 오시마섬(尾島)이 있고 그 중 미시마섬, 오시마섬, 아이시마섬, 히쓰시마섬은 유인도이다.
주요 산으로는 해발 532.8m의 고야마산이 있고, 또한 인접하는 아부정은 하기시에 둘러싸여 있다.

### 인접하는 자치체
- 시마네현
  - 마스다시
  - 가노아시군 쓰와노정

- 야마구치현
  - 야마구치시
  - 나가토시
  - 아부군 아부정
  - 미네시

### 기후
| 하기시의 기후                                                | 하기시의 기후 | 하기시의 기후 | 하기시의 기후 | 하기시의 기후 | 하기시의 기후 | 하기시의 기후 | 하기시의 기후 | 하기시의 기후 | 하기시의 기후 | 하기시의 기후 | 하기시의 기후 | 하기시의 기후 | 하기시의 기후   |
| 월                                                           | 1월           | 2월           | 3월           | 4월           | 5월           | 6월           | 7월           | 8월           | 9월           | 10월          | 11월          | 12월          | 연간            |
| ------------------------------------------------------------ | ------------- | ------------- | ------------- | ------------- | ------------- | ------------- | ------------- | ------------- | ------------- | ------------- | ------------- | ------------- | --------------- |
| 역대 최고 기온 °C (°F)                                       | 19.2 (66.6)   | 23.6 (74.5)   | 25.9 (78.6)   | 30.7 (87.3)   | 32.1 (89.8)   | 34.6 (94.3)   | 36.6 (97.9)   | 38.3 (100.9)  | 37.4 (99.3)   | 32.2 (90.0)   | 26.5 (79.7)   | 24.2 (75.6)   | 38.3 (100.9)    |
| 일평균 최고 기온 °C (°F)                                     | 9.4 (48.9)    | 10.4 (50.7)   | 13.7 (56.7)   | 18.4 (65.1)   | 22.9 (73.2)   | 25.7 (78.3)   | 30.1 (86.2)   | 31.1 (88.0)   | 27.2 (81.0)   | 22.4 (72.3)   | 17.3 (63.1)   | 11.8 (53.2)   | 20.0 (68.0)     |
| 일일 평균 기온 °C (°F)                                       | 5.7 (42.3)    | 6.4 (43.5)    | 9.1 (48.4)    | 13.6 (56.5)   | 18.3 (64.9)   | 21.9 (71.4)   | 26.2 (79.2)   | 27.0 (80.6)   | 23.1 (73.6)   | 17.7 (63.9)   | 12.8 (55.0)   | 8.0 (46.4)    | 15.8 (60.4)     |
| 일평균 최저 기온 °C (°F)                                     | 2.4 (36.3)    | 2.5 (36.5)    | 4.6 (40.3)    | 8.8 (47.8)    | 13.9 (57.0)   | 18.6 (65.5)   | 23.0 (73.4)   | 23.8 (74.8)   | 19.8 (67.6)   | 13.7 (56.7)   | 8.6 (47.5)    | 4.3 (39.7)    | 12.0 (53.6)     |
| 역대 최저 기온 °C (°F)                                       | −5.8 (21.6)   | −6.8 (19.8)   | −3.9 (25.0)   | −0.3 (31.5)   | 3.0 (37.4)    | 8.6 (47.5)    | 12.2 (54.0)   | 15.2 (59.4)   | 8.1 (46.6)    | 3.9 (39.0)    | 0.6 (33.1)    | −3.8 (25.2)   | −6.8 (19.8)     |
| 평균 강수량 mm (인치)                                        | 94.5 (3.72)   | 76.3 (3.00)   | 124.5 (4.90)  | 120.4 (4.74)  | 134.7 (5.30)  | 206.5 (8.13)  | 273.5 (10.77) | 178.0 (7.01)  | 201.4 (7.93)  | 107.5 (4.23)  | 88.8 (3.50)   | 86.9 (3.42)   | 1,692.9 (66.65) |
| 평균 강수일수 (≥ 0.5 mm)                                     | 13.1          | 11.6          | 12.8          | 11.0          | 9.7           | 12.8          | 12.0          | 10.2          | 11.3          | 9.3           | 10.3          | 12.6          | 136.9           |
| 평균 상대 습도 (%)                                           | 70            | 69            | 69            | 70            | 71            | 80            | 78            | 78            | 79            | 76            | 73            | 71            | 74              |
| 평균 월간 일조시간                                           | 76.6          | 94.4          | 147.3         | 177.4         | 204.6         | 139.1         | 171.8         | 206.3         | 152.4         | 160.8         | 119.2         | 83.3          | 1,733.2         |
| 출처: 일본 기상청 (평년값: 1991년~2020년, 극값: 1948년~현재) |               |               |               |               |               |               |               |               |               |               |               |               |                 |

## 역사
옛날에는 오우치씨의 가신인 요시미씨의 영지였으며 쓰와노성의 외성이 있었다. 세키가하라 전투 후인 1608년에 모리 데루모토가 동해로 돌출한 시즈키산 기슭에 하기성을 축성해 이후 야마구치의 정사당에 번청이 옮겨질 때까지의 약 260년간 조슈번 36만 석의 성시로 발전했다. 에도 막부 말기에는 요시다 쇼인이 쇼카손주쿠에서 많은 인재를 육성해 이곳에서 기도 다카요시, 요시다 도시마로, 다카스기 신사쿠, 구사카 겐즈이, 이토 히로부미 등 대한제국 병탄에 공이 큰 인물들을 배출하고 또 이들과 관계가 있던 이노우에 가오루 등 메이지 유신의 지도자를 냈다. 또 일본의 근대적 군사제도를 만든 야마가타 아리토모의 고향이기도 하다.
- 1889년 - 정촌제 시행으로 아부군 하기정이 성립하였다.
- 1923년 - 아부군 진토촌, 진촌, 야마다촌이 하기정에 흡수 합병되었다.
- 1932년 7월 1일 - 하기정이 야마구치현에서 4번째로 시로 승격하였다.
- 1933년 2월 - 산인 본선이 개통하였다.
- 1955년 3월 - 산미촌, 오이촌, 로쿠토촌 및 미시마촌이 구 하기시에 편입 합병되었다.
- 1975년 - 구 가와카미촌 지역에 아부가와댐이 완공되었다.
- 2005년 3월 6일 - 구 하기시와 가와카미촌, 다마가와정, 무쓰미촌, 스사정, 아사히촌 및 후쿠에촌이 대등 합병해 새로운 하기시가 되었다.

## 교통

### 철도
- 서일본 여객철도 산인 본선

### 도로
- 국도 제191호선 (일본)(일본어판)
- 국도 제262호선 (일본)(일본어판)
- 국도 제315호선 (일본)(일본어판)
- 국도 제490호선 (일본)(일본어판)

## 인구
| 연도 | 인구   | ±% p.a. |
| ---- | ------ | ------- |
| 1955 | 97,744 | —       |
| 1960 | 93,245 | −0.94%  |
| 1970 | 77,962 | −1.77%  |
| 1980 | 74,846 | −0.41%  |
| 1990 | 68,999 | −0.81%  |

| 연도 | 인구   | ±% p.a. |
| ---- | ------ | ------- |
| 1995 | 65,293 | −1.10%  |
| 2000 | 61,745 | −1.11%  |
| 2005 | 57,989 | −1.25%  |
| 2010 | 53,606 | −1.56%  |

## 자매결연 도시

### 자매 도시
- 일본 가나가와현 가마쿠라시
- 일본 시즈오카현 시모다시
- 일본 이시카와현 와지마시
- 대한민국 울산광역시
- 대한민국 전라남도 영암군 덕진면
- 독일 바덴뷔르템베르크주 윌링겐비르켄도르프(독일어: Ühlingen-Birkendorf)는 1992년에 아사히촌(旭村; 현 아키라기 지구와 사사나미 지구)과 자매 관계를 맺었으나 아사히촌이 하기시에 편입되어 주독일 일본 대사관이 발행한 자매 도시의 목록에 윌링겐비르켄도르프 옆에 하기시가 실려 있지만, 윌링겐비르켄도르프의 목록에는 아사히가 그대로 실려 있다.

### 우호 도시
- 일본 군마현 마에바시시

### 우호 관계를 거부한 도시
- 일본 후쿠시마현 아이즈와카마쓰시

에도 시대 말에 메이지 유신의 중심 세력이 된 조슈번, 사쓰마번(薩摩藩, 현재의 가고시마현)과 에도 막부가 싸운 보신 전쟁에서 막부 측이었던 아이즈번(會津藩)은 조슈번으로부터 심한 공격을 당하였다. 그로부터 120주년을 맞이한 1986년, 조슈번의 본거지였던 하기시가 아이즈번의 본거지였던 아이즈와카마쓰시에 대해 화해와 우호 도시 결연을 제안했으나, 아이즈와카마쓰 시민의 대부분이 "아직 그 시기가 아니다", "우리는 원한을 잊지 않고 있다"고 반대했다. 현재도 아이즈와카마쓰시와는 화해하지 못하고 있으며 아이즈와카마쓰시를 비롯한 아이즈 지방 출신자와 하기시를 비롯한 야마구치현 출신자의 결혼이 무산되는 등 심한 지역 감정이 남아 있다.

## 출신 인물
- 가쓰라 다로
- 가와무라 다케오
- 기도 다카요시
- 나나세 아오이
- 노사카 산조
- 다나카 기이치
- 소네 아라스케
- 시가 요시오
- 야마가타 아리토모
- 야마다 아키요시
- 요시다 쇼인
- 다카스기 신사쿠